# La Harmoye
La Harmoye (bret. Lanhervoed) – miejscowość i gmina we Francji, w regionie Bretania, w departamencie Côtes-d’Armor.
Według danych na rok 1990 gminę zamieszkiwały 374 osoby, a gęstość zaludnienia wynosiła 21 osób/km² (wśród 1269 gmin Bretanii La Harmoye plasuje się na 904. miejscu pod względem liczby ludności, natomiast pod względem powierzchni na miejscu 567.).